# Kare First Love
Kare First Love (japonês: 「彼」first love, Hepburn: Kare Fāsuto Rabu) é um mangá de dez volumes da autora Kaho Miyasaka. Foi lançado em Março de 2002 pela Shōjo Comic e os capítulos continuaram a ser lançados até agosto de 2004.
Foi publicado em inglês na América do Norte pelos VIZ Media.

## Sumário
A personagem principal, Karin Karino, é uma tímida e desprezada garota de óculos que por acaso um dia encontra três rapazes num ônibus. Rapazes, de Takashiro (uma escola secundária da zona apenas para rapazes), chamam-se Tooru Ebihara e Aoi Kiriya. Esses rapazes estavam a fotografar garotas no ônibus e ao reparar nela fazem certos comentários (como "quatro olhos") devido aos seus óculos e à aparência que estes lhe dão. Então Kiriya aproxima-se dela e é aí que se apercebe que ela está a ler um certo livro chamado Blue, um livro de um fotografo chamado Yuuji. Karin fica incomodada com a aproximação de Kiriya e prepara-se para sair na paragem da escola Seika Girls' Academy (Academia de Meninas de Seika), sua escola. Ao sair, Karin deixa cair o seu livro e Kiriya sem querer acaba por levantar a saia de Karin quando lhe tenta devolver o livro. O facto de lhe ter levantado a saia e vendo que Kiriya ainda tem a máquina fotográfica na mão levam a que Karin pense o pior dele. Assim ela sai do autocarro, frustrada e sem o livro.
Na escola percebe-se que Karin tem muito pouco auto estima e que a sua "amiga" Yuka Ishikawa a usa para obter as respostas dos trabalhos de casa. Mais tarde Karin e Yuka encontram-se com os rapazes da escola Takashiro, e as duas começam a lutar pelo Kiriya. Nos volumes seguintes desenvolve-se o romance entre Karin e Kiriya.

## Personagens
Karin Karino (狩野 花梨, Karino Karin)
Karin é geralmente considerada uma menina apática, devido a sua maneira de vestir conservadora e aos seus óculos. Ela encontra o Kiriya num ônibus, e ele é capaz de ver para além disso para descobrir que nela há uma menina bonita. Karin tem pouco auto estima e a princípio é incapaz de dizer as coisas que de fato quer dizer, especialmente quando é usada pela sua falsa amiga Yuka. Devido à sua imagem, ela inicialmente duvida dos elogios de Kiriya e pensa que ele está só brincando com ela. Quando a sua relação com o Kiriya cresce e ela ganha uma nova amizade com Nanri, ela torna-se mais confiante e consegue confrontar não só a Yuka como também os seus pais sobre o futuro que ela de fato quer seguir. No final da série ela segue para escola de música e casa com o Kiriya.
Aoi Kiriya (桐矢 葵, Kiriya Aoi)
Kiriya encontra Karin pela primeira vez no ônibus a caminho da escola, e é aí que acidentalmente lhe puxa a saia enquanto lhe apanhava um livro que ela deixara cair. Mais tarde, ele consegue convencê-la que a sua atração por ela é pura e a convence a sair com ele. Enquanto a sua relação se desenvolve, o Kiriya fala a Karin de passarem a ter relações sexuais, mas após algumas discussões ele dá-lhe o tempo necessário até ela se sentir bem com essa ideia. Como vive sozinho, devido a um conflito com o seu pai, Kiriya trabalha em diversos empregos de meio período para conseguir se sustentar. Ele adora fotografia, esse passatempo foi-lhe ensinado pelo seu falecido irmão e o seu sonho é ser fotógrafo profissional. Perto do final da série, e com a ajuda de Karin, ele é finalmente capaz de fazer o seu pai aceitar a sua escolha para o futuro. No final declara-se a Karin e eles se casam.
Yuka Ishikawa (石川 ユカ, Ishikawa Yuka)
É uma das colegas da Karin que finge ser sua amiga. Ela toma sempre vantagem da timidez e pouco autoestima de Karin. Quando ela descobre que o Aoi e a Karin estão juntos fica enraivecida e faz de tudo para afastar a Karin dele. Mais tarde, o Aoi salva a Karin quando a Yuka a tranca no telhado da escola à chuva, é a partir daí que ela deixa de ter importância na história.
Nanri Ayase (綾瀬 南里, Ayase Nanri)
Nanri é uma garota confiante que ajuda a Karin de modo casual. Quando a Yuka ataca a Karin, ela defende-a ou então fala com ela mais tarde apoiando-a. Ela não gosta da Yuka nem das suas amigas e refere-se a elas como "pessoas sem classe". Não tem medo de fazer frente à Yuka nem de a chamar à atenção quando ela está a ser rancorosa. Nanri e Karin tornam-se as melhores amigas. Está sempre presente para ajudar a Karin quando surgem problemas na sua relação com o Kiriya. Mais tarde, ela decide tornar-se tradutora.

## Mídias

### Mangá
Escrito por Kaho Miyasaka, o primeiro capítulo do manga Kare First Love saiu primeiramente em Março de 2002 na conhecida revista Shōjo Comic.  Novos capítulos continuarama a sair até Agosto de 2004 quando a série ficou concluída. A série foi publicada em collected volumes por Shogakukan no Japão, com o primeiro volume lançado a 26 de julho de 2002. Cada capa da série alterna entre a Karin e o Kiriya desenhados em várias poses com borboletas, para reflectir a sua metamorfose através da série. O volume quarto e sétimo foram feitos em edição comum e edição especial, com a edição especial do quarto volume vinha um poster e com o sétimo um DVD contendo o manga em digital.
A 4 de junho de 2004, a Viz Media anunciou a aquisição da licença para a série em desenvolvimento Kare First Love. O primeiro volume foi lançado em Agosto de 2004, com os restantes volumes a ser lançados calmamente até ao último volume ser lançado em dezembro de 2006.
| N.º | Data de lançamento japonês | ISBN japonês      |
| --- | -------------------------- | ----------------- |
| 1   | 26 de julho de 2002        | 978-4-09-137064-8 |
| 2   | 26 de outubro de 2002      | 978-4-09-137065-5 |
| 3   | 25 de janeiro de 2003      | 978-4-09-137066-2 |
| 4   | 24 de abril de 2003        | 978-4-09-137067-9 |
| 5   | 26 de julho de 2003        | 978-4-09-137068-6 |
| 6   | 25 de outubro de 2003      | 978-4-09-137069-3 |
| 7   | 26 de fevereiro de 2004    | 978-4-09-137070-9 |
| 8   | 25 de junho de 2004        | 978-4-09-137868-2 |
| 9   | 24 de setembro de 2004     | 978-4-09-137869-9 |
| 10  | 20 de dezembro de 2004     | 978-4-09-137870-5 |

### CDs
A Pioneer Entertainment produziu o drama CD, Kare First Love Dramatic Image Album (ドラマティックイメージアルバム「彼」first love), que foi lançado a 23 de Julho de 2004. O CD inclui oito cenas e uma faixa bonus cobrindo os primeiros dois volumes da série deste manga.
Lnaçado a 23 de setembro de 2004, Kare First Love - Songs And Melodies (彼 first love～ソングス アンド メロディーズ～) é um cd instrumental produzido por Momo & Grapes. Inclui seis faixas dos artistas japoneses Juli e Laynah.

## Recepção
O manga "Kare First Love" foi muito bem recebido no Japão, vendendo mais de 1.5 milhão de cópias.